# 木津用水

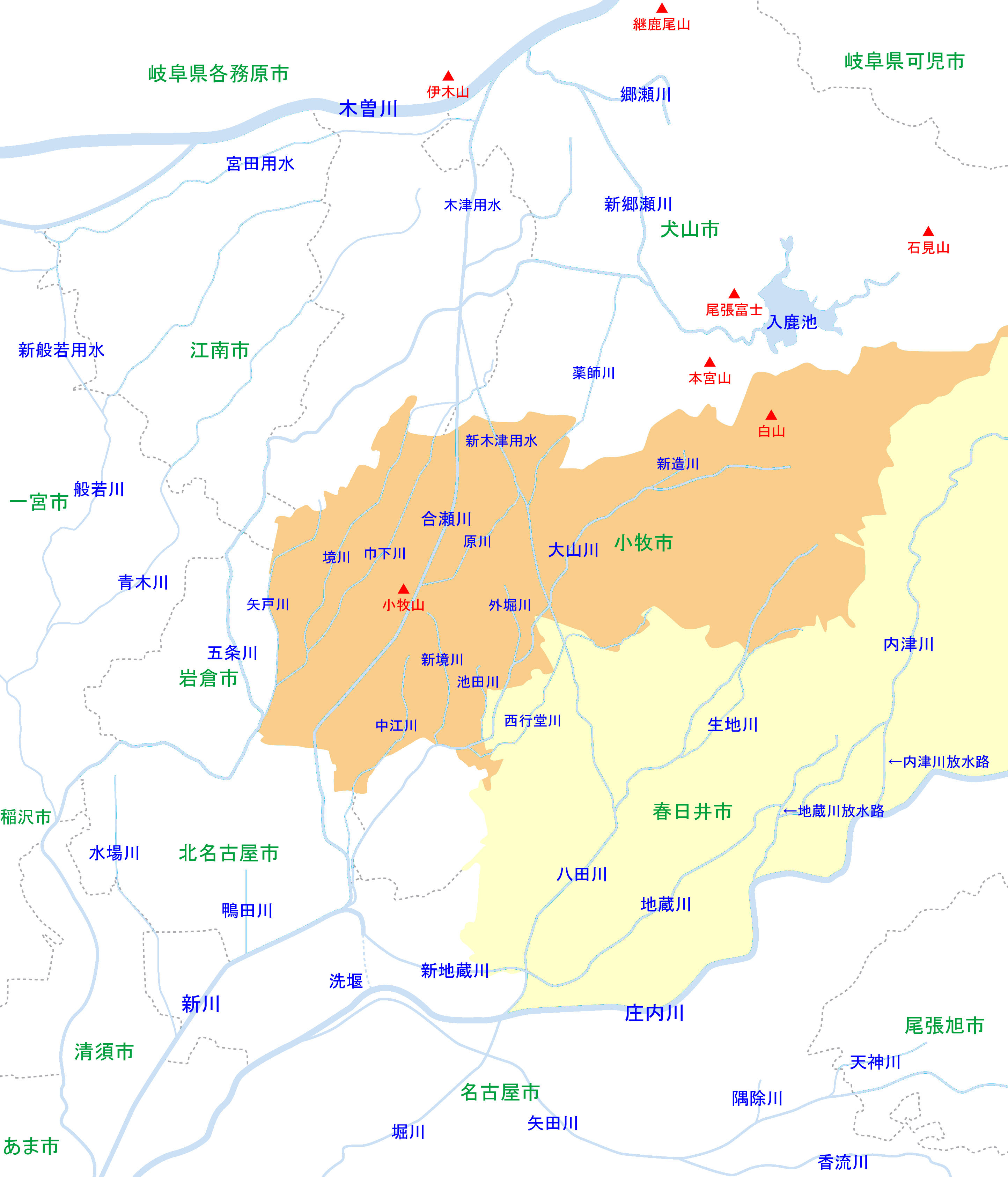
小牧市・春日井市周辺河川の位置関係図

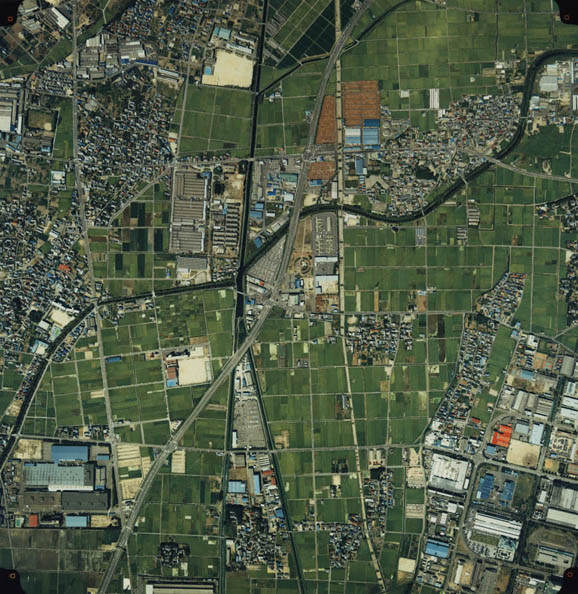
合瀬川合流点から新木津用水の分岐点付近。1987年（昭和62年）度に撮影。

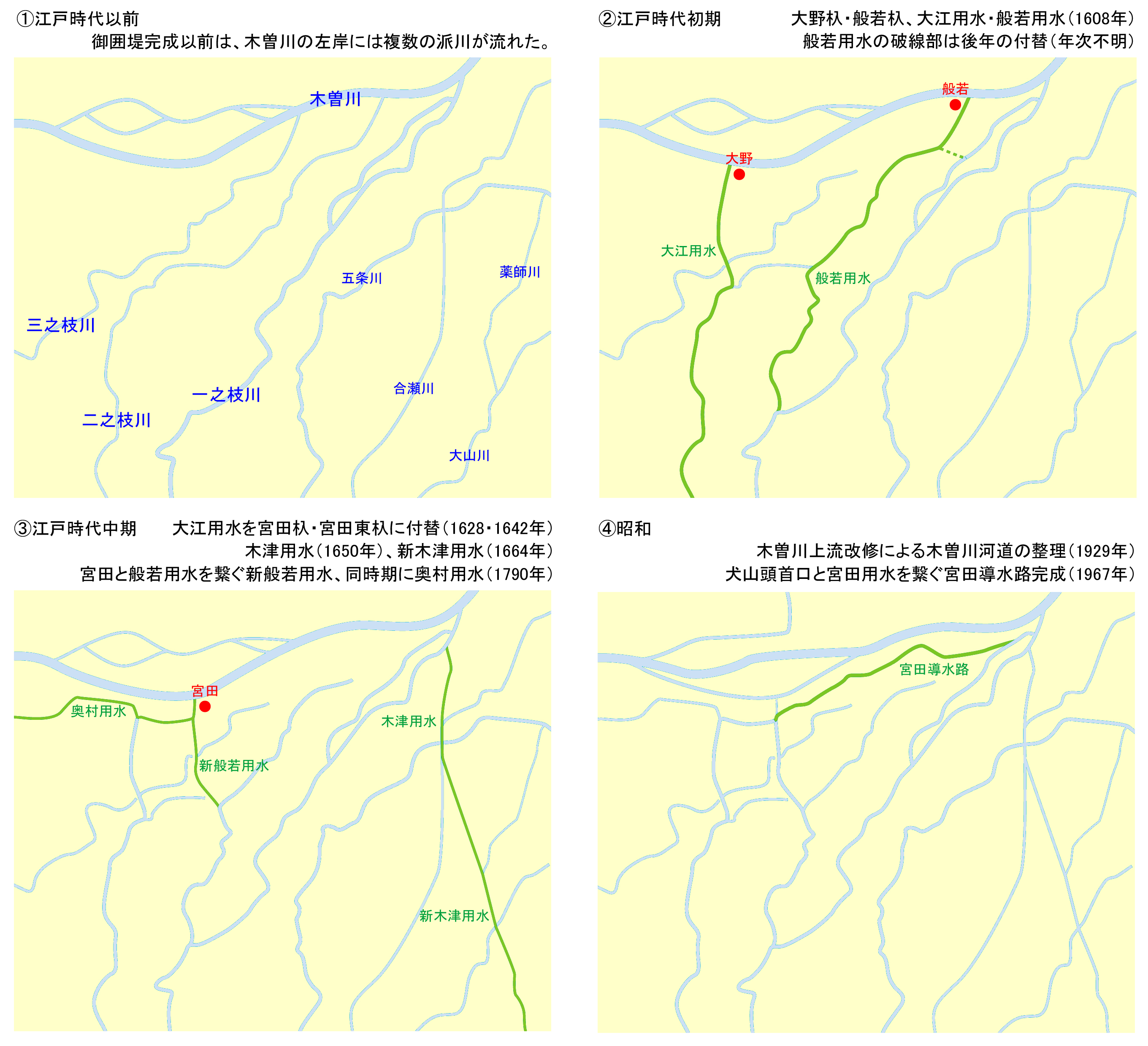
木曽川左岸用水路の変遷。詳細は宮田用水を参照。

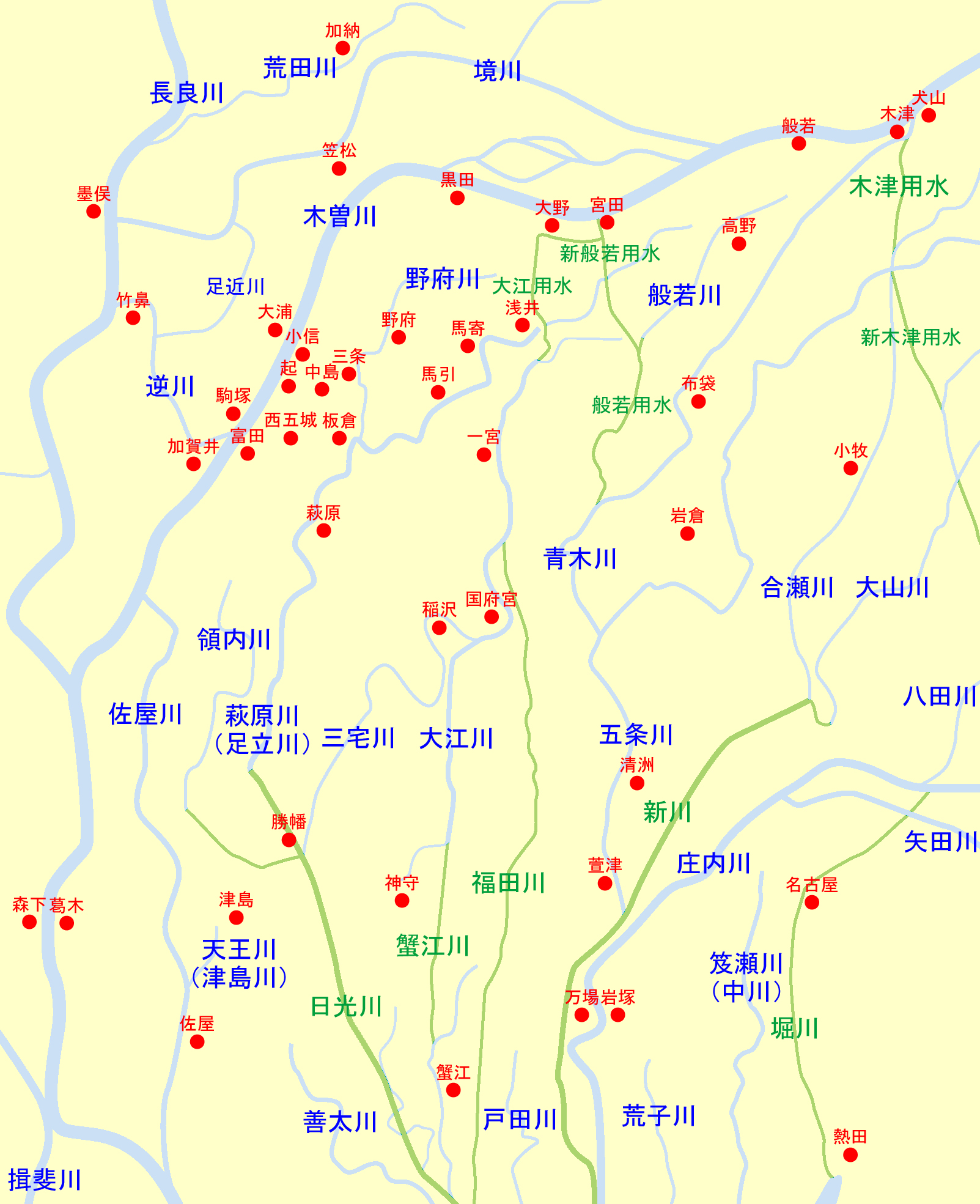
広い範囲の木曽川左岸水路体系図（緑は整備・開削された河川・水路）

木津用水（こっつようすい）は、愛知県の農業用水。濃尾用水を構成する水路の1つ。

## 地理
愛知県犬山市の犬山頭首工で木曽川から取水し、丹羽郡大口町上小口付近で合瀬川へと合流する。合流点から約1キロメートルは合瀬川との共有区間として流れ、新木津用水が分岐する大口町中小口付近までが木津用水としての区間である。
なお、丹羽郡扶桑町に名鉄犬山線の木津用水駅があるが、駅名は「こつようすい」と読む。

## 歴史
江戸時代に築かれた「御囲堤」によって木曽川左岸の小河川が締め切られ、さらに新田開発需要が高まると農業用水が不足するようになる。入鹿池の建設と入鹿用水の整備によって灌漑用水が確保され、広大な荒野が水田として開発されると、開発は西側の地域へと移っていった。
入鹿池の整備に関わった入鹿六人衆の3人とその子らの計5人によって、丹羽郡木津村（現在の犬山市木津）から小口村までの約5キロメートルを開削し、木曽川から取水して合瀬川へと繋ぐ用水路が計画される。この「木津用水」の工事は1648年（慶安元年）に着工され、1650年（慶安3年）に竣工した。また、さらに高まる新田開発需要に応じるため1662年（寛文2年）から1664年（寛文4年）にかけて、小口村荒井から分岐して八田川へと合流する約14キロメートルの新木津用水が整備される。新木津用水の整備に伴って、旧来の木津用水は「古木津用水」とも呼ばれるようになる（レトロニム）。
合瀬川は古くは庄内川へと合流していたため木津用水の整備によって庄内川の用水の水量も確保され、また明治時代に至るまで木曽川と庄内川を結ぶ水路として利用された。しかし庄内川は「御囲禍堤」の影響もあり右岸で洪水が頻発しており、1787年（天明7年）に洪水対策として新川が開削されると、合瀬川は大山川などとともに新川の支流となった。
木津用水は、1962年（昭和37年）に同様に木曽川から取水していた宮田用水や羽島用水とともに、取水口を犬山頭首工に合口して濃尾用水へと再編された。

## 沿革
- 1648年：工事開始。
- 1650年：完成。
- 1664年：現在の大口町にあたる場所から、現在の春日井市方面へと伸びる新木津用水が完成。合瀬川を「古木津用水」とも呼ぶようになる。
- 1967年（昭和42年）：犬山頭首工が完成。取水口を犬山頭首工に変更。

## 関連書籍

### 書籍
- 『木津用水史』木津用水普通水利組合編（犬山町、1928年）
- 『木津用水略史』木津用水普通水利組合編（犬山町）
- 『続木津用水史』木津用水普通水利組合編（小牧町、1940年・1952年）
- 『木津用水史（改組編）』木津用水史編纂委員会編（木津用水土地改良区事務所、1975年）
- 『合瀬川～昭和51年3月』合瀬川の清流を取りもどす会編（合瀬川の清流を取りもどす会、1976年）
- 『合瀬川』合瀬川の清流を取りもどす会編（合瀬川の清流を取りもどす会、1981年）
- 『合瀬川・五条川合流分流部水理模型実験報告書』（建設省土木研究所河川部都市河川研究室、1984年）
- 『合瀬川を清流に』合瀬川の清流を取りもどす会編（合瀬川の清流を取りもどす会、1986年）
- 『合瀬川』合瀬川の清流を取りもどす会編（小牧市役所経済環境部環境整備課、1991年）
- 『合瀬川～創立30周年記念誌』合瀬川の清流を取りもどす会編（小牧市役所環境部環境保全課、2003年）
- 『小牧の川・用水～小牧叢書19』小牧市文化財資料研究員会編（小牧市教育委員会、2004年）

### 資料
- 『木津用水水利土功会区域図』 - 肉筆着色画。製作者や製作年代は不詳。